# 張琛 (成化進士)
張琛（1445年—1504年），字獻之，陝西省延安府宜川縣人，匠籍，治《詩經》，年三十一歲中式成化十一年乙未科第三甲第一名進士。六月二十一日生，行一，曾祖張敬；祖張錫；父張啟，府同知；前母劉氏；王氏。慈侍下，妻姜氏，弟璿；璣。由國子生中式陝西鄉試第五十一名舉人，會試中式第五十五名。